# ロンバルド＝ヴェネト王国

ロンバルド＝ヴェネト王国
Regno Lombardo-Veneto (イタリア語)
Königreich Lombardo-Venetien (ドイツ語)

国の標語: Austria Est Imperare Orbi Universo（ラテン語）
全世界を統べるのがオーストリアの使命である国歌: Inno imperiale（イタリア語）
神よ、皇帝フランツを守り給え
ロンバルド＝ヴェネト王国の位置（1815年）

ロンバルド＝ヴェネト王国（ロンバルド＝ヴェネトおうこく、イタリア語: Regno Lombardo-Veneto、ドイツ語: Königreich Lombardo-Venetien）は、19世紀の北イタリアに存在し、オーストリア帝国（ハプスブルク君主国）の構成国であった王国である。

## 歴史

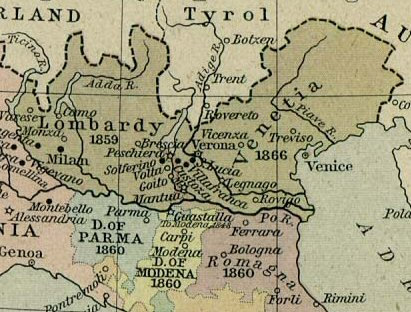
王国の国境

ウィーン会議により1815年6月9日に公式に成立し、ミラノ公兼マントヴァ公であったオーストリア皇帝フランツ1世がロンバルド＝ヴェネト王フランチェスコ1世となった（在位：1815年 - 1835年）。それ以後もオーストリア皇帝が国王を兼ねた。
フェルディナンド1世（皇帝フェルディナント1世）統治時代の1848年3月22日、ミラノの5日間の蜂起の後、ミラノのオーストリア人は捕らえられ、ロンバルディア臨時政府の成立が宣言された。ヴェネツィアでも同年3月23日に反オーストリア勢力の蜂起が起こり、ヴェネツィア臨時政府の成立が宣言された。しかし、同年7月24-25日にクストーザでサルデーニャ王国軍に対してオーストリア軍が勝利した後、8月6日にミラノは再占領され、ロンバルディア臨時政府は解散させられた。翌1849年8月24日には、ヴェネツィアもオーストリアに降服し、ヴェネツィア臨時政府も解散させられた。
ロンバルド＝ヴェネト王国は、皇帝フランツ・ヨーゼフ1世のイタリア独立戦争時代の1859年、第二次イタリア独立戦争の際にロンバルディアがサルデーニャ王国に占領され、1861年にロンバルディアはイタリア王国の一部として併合、1866年の普墺戦争に介入した第三次イタリア独立戦争でヴェーネトが併合されるまで続いた。

## 歴代国王
| 王                            | 王            | 副王/総督                              | 副王/総督     |
| ----------------------------- | ------------- | -------------------------------------- | ------------- |
| フランチェスコ1世             | 1814年–1835年 | ハインリヒ・レウス・プラウエン総督     | 1814年–1815年 |
| フランチェスコ1世             | 1814年–1835年 | ハインリヒ・ヨハン・ベルギャルド総督   | 1815年–1816年 |
| フランチェスコ1世             | 1814年–1835年 | アントニオ・ヴィットーリオ副王         | 1816年–1818年 |
| フランチェスコ1世             | 1814年–1835年 | ラニエーリ・ダズブルゴ副王             | 1818年–1835年 |
| フェルディナンド1世           | 1835年–1848年 | ラニエーリ・ダズブルゴ副王             | 1835年–1848年 |
| フランチェスコ・ジュゼッペ1世 | 1848年–1859年 | ヨーゼフ・ラデツキー副王               | 1848年–1857年 |
| フランチェスコ・ジュゼッペ1世 | 1848年–1859年 | マッシミリアーノ1世・ダズブルゴ副王    | 1857年–1859年 |
| フランチェスコ・ジュゼッペ1世 | 1848年–1859年 | フェレンツ・ジュライ副王               | 1859年        |
| フランチェスコ・ジュゼッペ1世 | 1848年–1859年 | ハインリヒ・ヘルマン・フォン・ヘス副王 | 1859年        |